# Carcroft
Carcroft är en ort i Doncaster i Storbritannien. Den ligger i grevskapet South Yorkshire och riksdelen England, i den centrala delen av landet, 240 km norr om huvudstaden London. Carcroft ligger 8 meter över havet och antalet invånare är 8 584.
Terrängen runt Carcroft är platt. Runt Carcroft är det tätbefolkat, med 493 invånare per kvadratkilometer. Närmaste större samhälle är Bentley, 5,8 km söder om Carcroft. Trakten runt Carcroft består till största delen av jordbruksmark.